# 戴维·芒福德

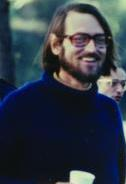
大卫·芒福德

戴维·布赖恩特·芒福德（英語：David Bryant Mumford，1937年6月11日—），又译大衛·曼福德，美國數學家。
他在哈佛大學上奥斯卡·扎里斯基的課時，产生了對代數幾何學的興趣。芒福德曾研究模空間，并出版了幾何不變量理論一書。他現在是布朗大学和哈佛大学的荣誉退休教授，主要工作在不仅集中在代数几何，还包括应用数学中的研究大脑认知的模式理论，图像统计学，计算机视觉等。
芒福德相继于1974年獲費爾茲獎，2006年獲邵逸夫獎，2008年获沃尔夫奖。
1. ↑  Mumford, David; Shah, Jayant. . Comm. Pure Appl. Math. 1989, XLII: 577–685. doi:10.1002/cpa.3160420503.
2. ↑  Mumford, David. .   [2024-09-29]. （原始内容存档于2025-01-06）.